# Acacia buchananii
Acacia buchananii é uma espécie de leguminosa do gênero Acacia, pertencente à família Fabaceae.